# 12073 Larimer
12073 Larimer è un asteroide della fascia principale. Scoperto nel 1998, presenta un'orbita caratterizzata da un semiasse maggiore pari a 2,4166424 UA e da un'eccentricità di 0,0832404, inclinata di 6,23761° rispetto all'eclittica.